# Общество защиты и сохранения в России памятников искусства и старины
Общество защиты и сохранения в России памятников искусства и старины — общественная организация в Российской империи, занимавшаяся изучением, сохранением и реставрацией художественных и исторических памятников. 

## История
Общество было создано весной 1909 года в Санкт-Петербурге по инициативе барона Н. Н. Врангеля на основе Комиссии по изучению и описанию Старого Петербурга (возникла в 1907 году) и редакции журнала «Старые годы»; устав был утверждён 20 октября 1909 года. Всего было 32 члена-учредителя. Общество ставило своей целью «препятствовать разрушению, поддерживать и способствовать сохранению в России всех памятников, имеющих художественную или историческую ценность, независимо от эпохи создания их. Архитектурные постройки, памятники кладбищ, картины, бронза».
В Совет общества вошли: председатель — великий князь Николай Михайлович, товарищи председателя — А. Н. Бенуа и Е. Н. Волков, секретарь — барон Н. Н. Врангель), казначей — князь С. В. Оболенский и другие.
Членами общества были, главным образом, архитекторы, реставраторы, художники, историки искусства, коллекционеры, меценаты, представители аристократии и высшего чиновничества. К 1911 году общество насчитывало 380 членов, к 1914 году – 590. Эмблема общества — рука со щитом, прикрывающим памятники архитектуры — была создана Е. Е. Лансере в 1910 году.
Общие собрания и заседания Совета общества проходили в Ново-Михайловском дворце (Дворцовая набережная, 18), в помещении Императорского российского пожарного общества (Большая Морская улица, 8), в доме Вейнеров (ныне проспект Чернышевского, 9/38) и на квартире княгини О. А. Оболенской (Моховая улица, 5).
На общих собраниях обсуждались доклады, посвящённые вопросам изучения и реставрации памятников, а также борьбе против «современного архитектурного вандализма». Особое внимание уделялось критике «Положения об охране древностей», внесённого в 1911 году на рассмотрение в 3-ю Государственную думу (выработанное комиссией, оно перешло для рассмотрения в 4-ю думу 3-й думы, но принято не было). Работа общества регулярно освещалась на страницах журналов «Старые годы» и «Аполлон», публиковались ежегодные «Отчёты» (1912–1916).
Сразу были организованы библиотека и архив, где собирались сведения для сводной картотеки памятников искусства и старины по всей стране; члены общества считали, что деятельность по подготовке паспортов памятников (объектов археологии, исторических зданий, картин, предметов искусства) должна была превалировать. Для этого привлекались территориальные ГУАК.
Отделения общества были созданы в Вильне, Вологде, Казани, Ростове, Смоленске, Туле, Ярославле, Бахчисарае.
При участии общества были организованы выставки произведений А. Г. Венецианова (в 1911) и О. А. Кипренского (в 1911–1912) из частных собраний (обе — в Русском музее), «Выставка художественно-архитектурных фотографий» и «Историческая выставка архитектуры и художественной промышленности» (обе – в 1911), «Ломоносов и елизаветинское время» (в 1912), произведений изобразительного искусства из бывшей коллекции великой княгини Марии Николаевны (1913) в залах Академии художеств, «Памяти П. П. Семёнова-Тян-Шанского» (1914) в Эрмитаже. Общество выпускало каталоги выставок, содействовало изданию «Истории русского искусства» под редакцией И. Э. Грабаря.
С началом Первой мировой войны деятельность общества постепенно свёртывалась и в 1917 году была прекращена. Архив общества хранится в Институте истории материальной культуры РАН.